# ЧС7
Електровоз ЧС7 — восьмивісний пасажирський електровоз постійного струму. Випускався в 1983—2000 рр. на заводі Шкода в місті Пльзень, Чехія. Заводське позначення серії — 82E. Існує 9 модифікацій: 82E1—82E9. Вісева формула — 2(2O−2O). Всього було побудовано 321 локомотив. Випускався електровоз тільки для Росії та України, в самій Чехії не використовувався.
Українські залізниці, зокрема, Південна, Львівська та Придніпровська залізниці мають електровози ЧС7 в депо Дніпропетровськ, Харків-Головне, Мелітополь, Львів-Захід серії 82E5-82E9. Декілька ЧС7 (288, 296, 299, 303, 316) як найкращі пасажирські електровози постійного струму мають біло-малинове фарбування та до 2012 року працювали зі «Столичним експресом» Київ — Дніпро на дистанції Дніпро — П'ятихатки-Стикова (з 2012 року замінений на швидкісні поїзди «Інтерсіті+»).

## Див. також

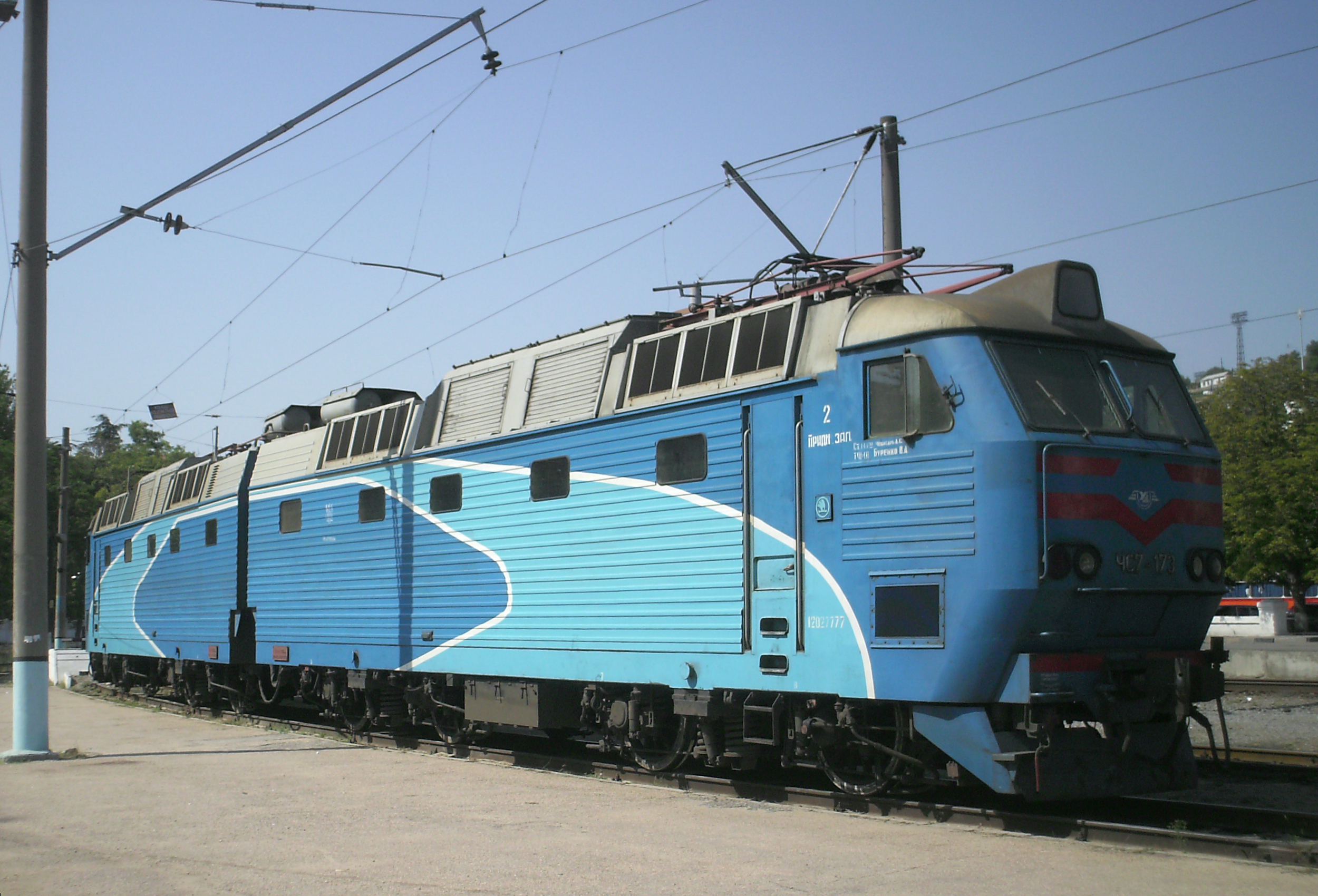
Електровоз ЧС7